# ژاک اوژن فین

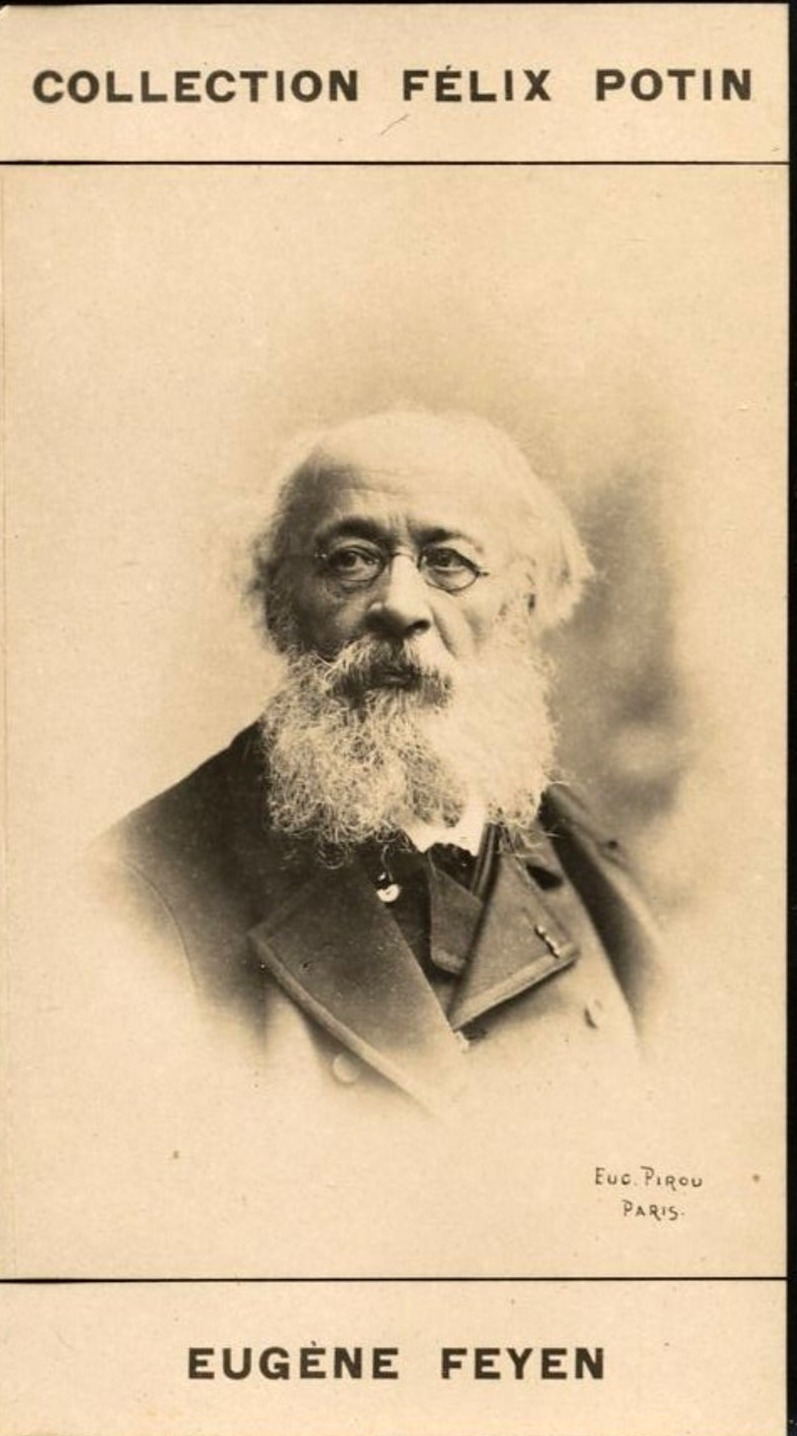
فین در ۱۹۰۰ میلادی

ژاک اوژن فین (زاده ۱۸۱۵ در فرانسه – درگذشته ۱۹۰۸ میلادی) نقاش فرانسوی بود.

## زندگی و حرفه
ژاک اوژن، برادر بزرگتر اگوست فین-پرین دیگر نقاش مطرح فرانسوی بود. اوژن در مدرسه هنرهای زیبا ثبت نام کرد و زیر نظر پل دلاروش تحصیل کرد. او از سال ۱۸۴۱ تا ۱۸۸۲ در سالن پاریس فعالیت چشمگیری داشت. وینسنت ون گوگ از طرفداران فین بود و او را اینگونه توصیف می کند: «یکی از معدود نقاشانی که زندگی مدرن و صمیمی را آنطور که هست به تصویر می کشد و آن را به بشقاب‌های مد تبدیل نمی کند». او یک استودیو طراحی و آموزش تأسیس کرد و تابستان‌ها را در کنکل فرانسه سپری می‌کرد. او هر سال چندین ماه را صرف نقاشی مناظر کنکل و خلیج مون سن-میشل می‌کرد و نقاشی‌های او هنوز هم از شهرت استواری برخوردارند.

## آثار

آثار ژاک اوژن فین
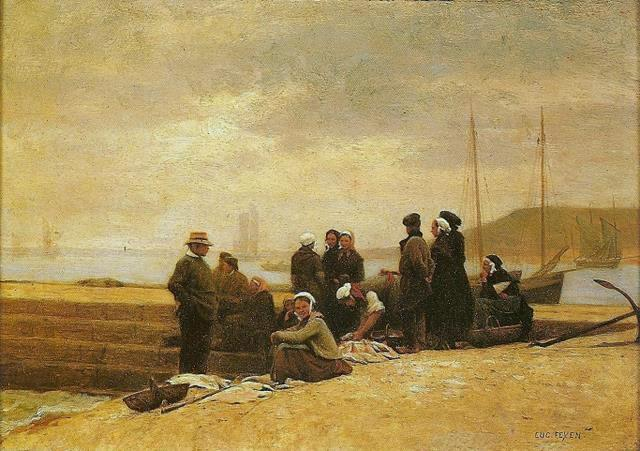
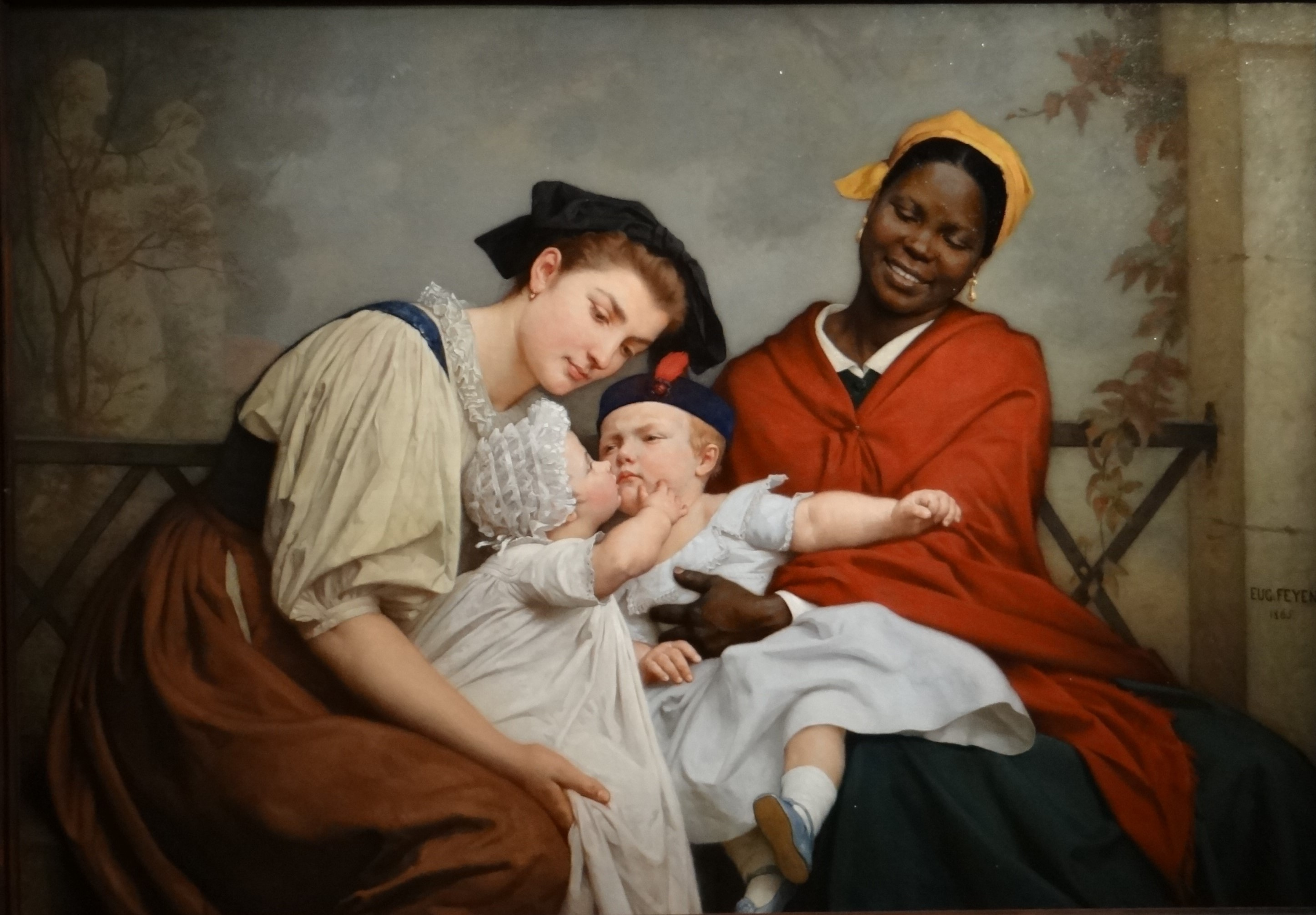
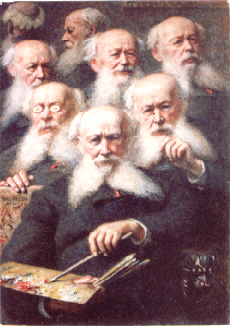
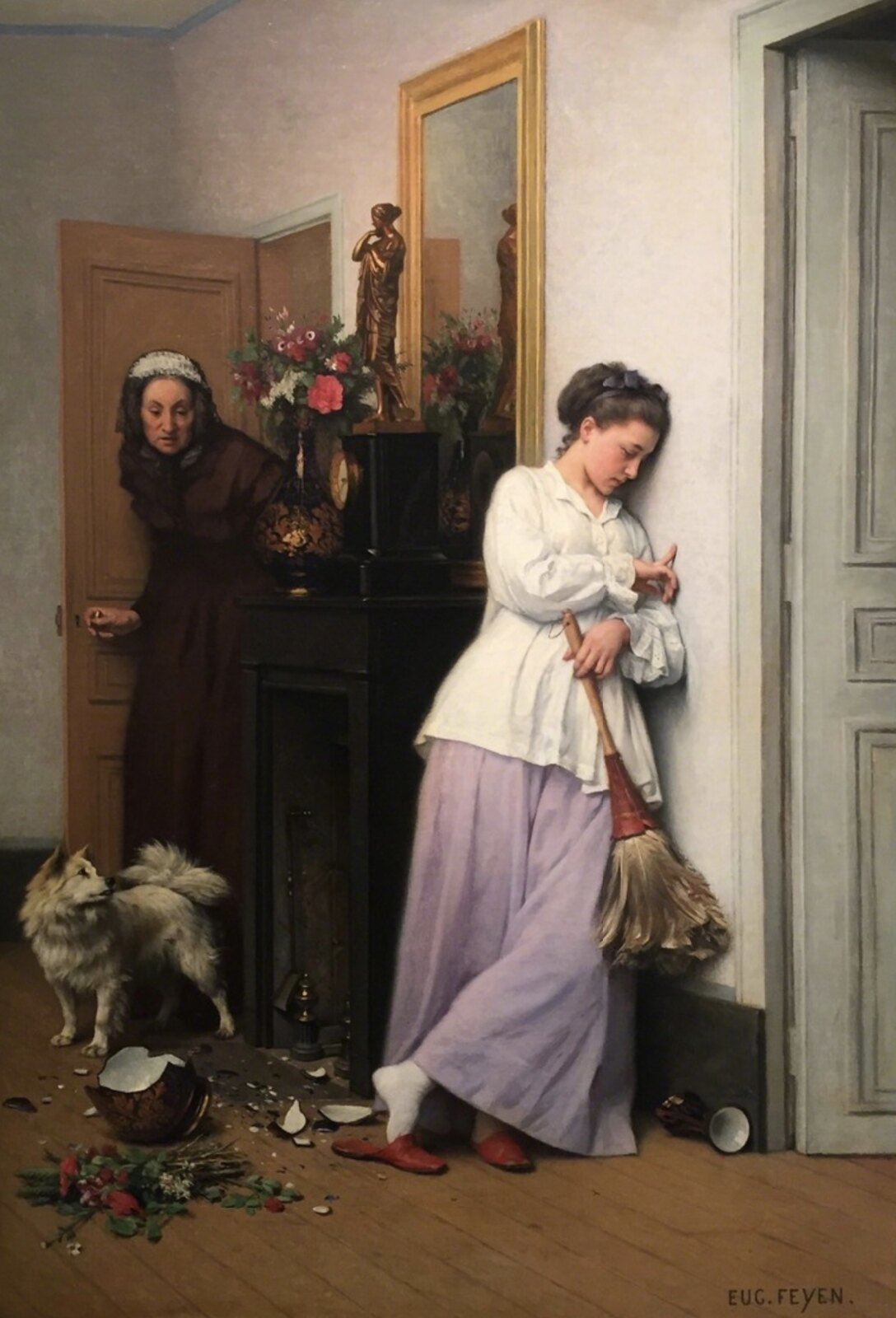
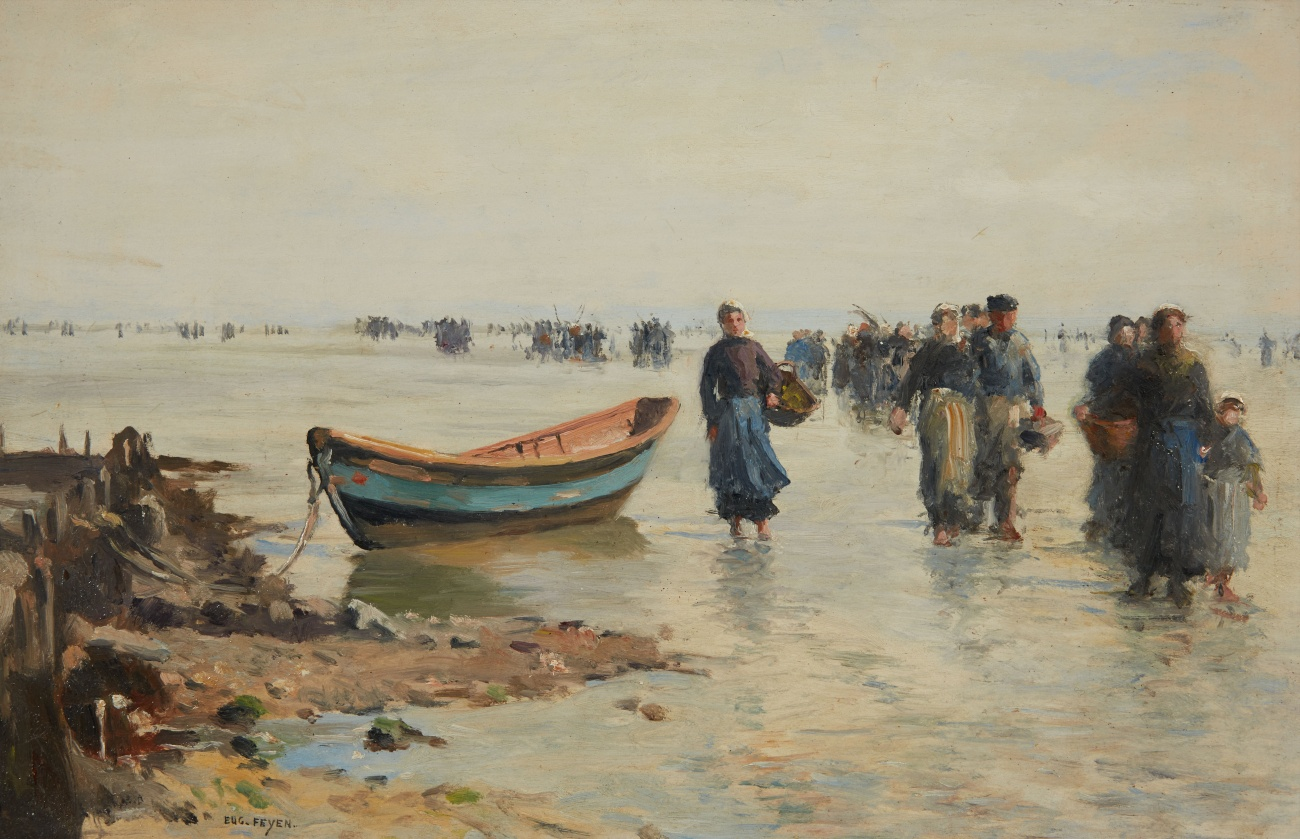
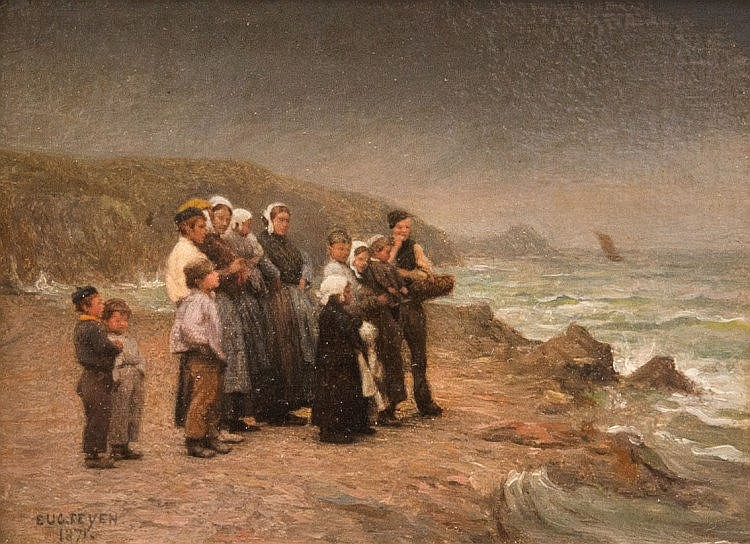
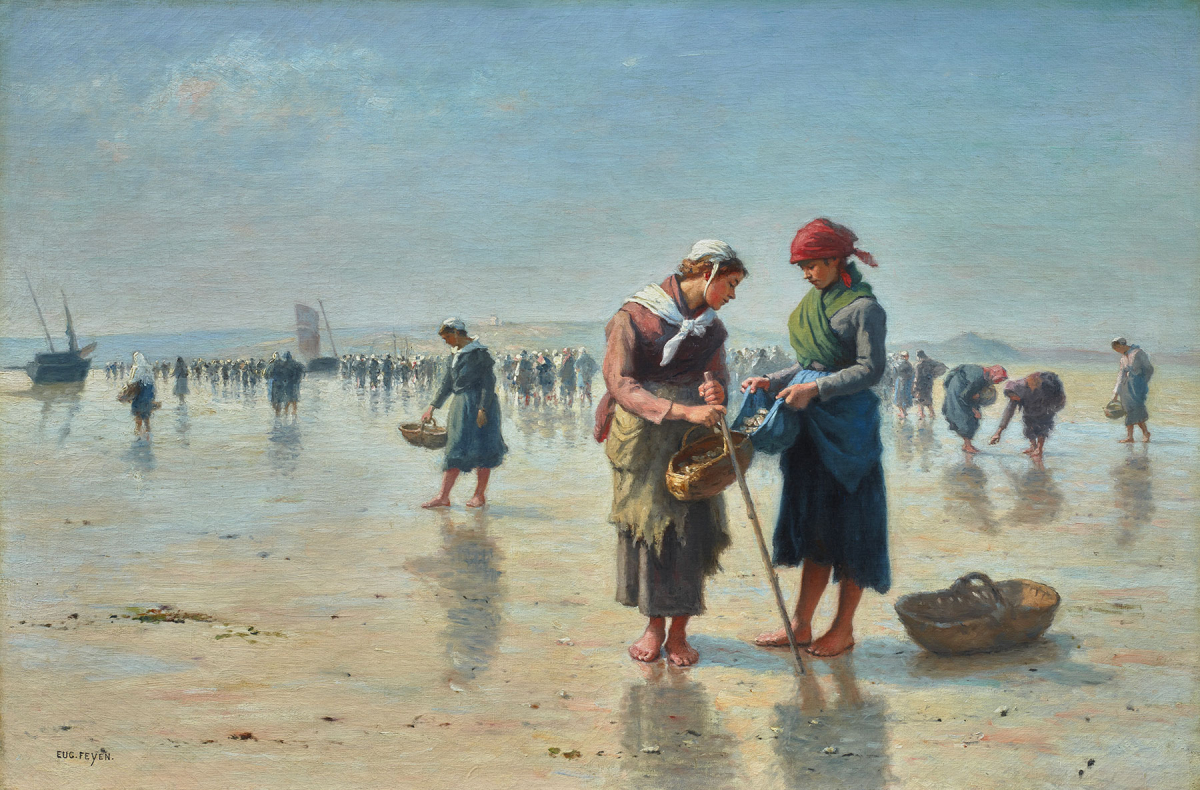